# Олд Џеферсон (Луизијана)
Олд Џеферсон (енгл. Old Jefferson) насељено је место без административног статуса у америчкој савезној држави Луизијана.

## Демографија
По попису из 2010. године број становника је 6.980, што је 1.349 (24,0%) становника више него 2000. године.
| Група             | 2000.         | 2010.         |
| Белци             | 5.037 (89,5%) | 5.388 (77,2%) |
| Афроамериканци    | 320 (5,7%)    | 885 (12,7%)   |
| Азијати           | 107 (1,9%)    | 197 (2,8%)    |
| Хиспаноамериканци | 88 (1,6%)     | 373 (5,3%)    |
| Укупно            | 5.631         | 6.980         |